# Parklife
Parklife é o terceiro álbum de estúdio da banda britânica de rock Blur, lançado em 25 de abril de 1994.
Semelhantemente ao disco anterior, Parklife foi um sucesso comercial e de crítica, especialmente pelos singles "Girls & Boys", "To the End", "Parklife" e "End of a Century". O ano de lançamento do projeto também definiu o crescimento e definição do movimento britpop.
O álbum vendeu mais de 5 milhões de cópias em todo o mundo e certificado como platina quatro vezes no Reino Unido.

## Faixas
Todas as letras escritas por Damon Albarn, exceto "Far Out" escrito por Alex James, todas as músicas compostas por Blur.
| N.º | Título                              | Duração |  |
| 1.  | "Girls & Boys"                      | 4:50    |  |
| 2.  | "Tracy Jacks"                       | 4:20    |  |
| 3.  | "End of a Century"                  | 2:46    |  |
| 4.  | "Parklife" (part. Phil Daniels)     | 3:05    |  |
| 5.  | "Bank Holiday"                      | 1:42    |  |
| 6.  | "Badhead"                           | 3:25    |  |
| 7.  | "The Debt Collector" (Instrumental) | 2:10    |  |
| 8.  | "Far Out"                           | 1:41    |  |
| 9.  | "To the End"                        | 4:05    |  |
| 10. | "London Loves"                      | 4:15    |  |
| 11. | "Trouble in the Message Centre"     | 4:09    |  |
| 12. | "Clover Over Dover"                 | 3:22    |  |
| 13. | "Magic America"                     | 3:38    |  |
| 14. | "Jubilee"                           | 2:47    |  |
| 15. | "This Is a Low"                     | 5:07    |  |
| 16. | "Lot 105"                           | 1:17    |  |

| Faixa bônus japonesa |                                            |         |  |
| N.º                  | Título                                     | Duração |  |
| 17.                  | "Girls and Boys (Pet Shop Boys 12" Remix)" | 7:17    |  |

## Certificações
| País                  | Certificação  | Vendas    |
| --------------------- | ------------- | --------- |
| Canadá (Music Canada) | Ouro          | 50.000    |
| Reino Unido (BPI)     | 4× Platina    | 1.200.000 |
| Resumo                | Certificações | Vendas    |
| Europa (IFPI)         | Platina       | 1.000.000 |